# Simon Norrsveden
Simon Folke Josef Norrsveden, född 22 mars 1986 i Värnamo, är en svensk pop-rock sångare och låtskrivare.
2008 släpptes Simons Norrsveden debutsingel "Stockholmssången" genom skivbolaget Universal Music .
Den 4 mars 2009 släpptes hans första fullängdare, den heter "Ok baby, det är dags att vi ska vinna allt" . Norrsveden har tidigare tagit sig till kvalveckan av Idol 2004. Norrsveden studerar för närvarande till psykolog och är även medlem i bandet Ylva bulldozer. .

## Diskografi

### Album
- 2005 - Any guitar could fake a poem (som osignad)
- 2008 - Äntligen inte min (EP)
- 2009 - Ok baby, det är dags att vi ska vinna allt
- 2010 - Quentin Tarantino (EP)
- 2011 - Hellre feber än Antarktis
- 2014 - Gå, Bli Bra. Det Kan Nog Ta Ett Tag

### Singlar
- 2008 - Stockholmssången